# Sollerön (tätort)
Sollerön (sollerömål Soldi, uttal [suːldɪ]) är en tätort i Mora kommun. Orten hade 901 invånare och en yta på 250 hektar år 2010.

## Befolkningsutveckling
| Befolkningsutvecklingen i Sollerön 1960–2020 | Befolkningsutvecklingen i Sollerön 1960–2020 | Befolkningsutvecklingen i Sollerön 1960–2020 | Befolkningsutvecklingen i Sollerön 1960–2020 | Befolkningsutvecklingen i Sollerön 1960–2020 |
| -------------------------------------------- | -------------------------------------------- | -------------------------------------------- | -------------------------------------------- | -------------------------------------------- |
|                                              |                                              |                                              |                                              |                                              |
| År                                           |                                              |                                              | Folkmängd                                    | Areal (ha)                                   |
| 1960                                         | 1960                                         |                                              | 1 039                                        |                                              |
| 1965                                         | 1965                                         |                                              | 1 010                                        |                                              |
| 1970                                         | 1970                                         |                                              | 921                                          |                                              |
| 1975                                         | 1975                                         |                                              | 984                                          |                                              |
| 1980                                         | 1980                                         |                                              | 1 030                                        |                                              |
| 1990                                         | 1990                                         |                                              | 1 045                                        | 298                                          |
| 1995                                         | 1995                                         |                                              | 925                                          | 250                                          |
| 2000                                         | 2000                                         |                                              | 887                                          | 250                                          |
| 2005                                         | 2005                                         |                                              | 946                                          | 251                                          |
| 2010                                         | 2010                                         |                                              | 901                                          | 250                                          |
| 2015                                         | 2015                                         |                                              | 860                                          | 272                                          |
| 2020                                         | 2020                                         |                                              | 894                                          | 272                                          |
|                                              |                                              |                                              |                                              |                                              |